# Büyükhataplı, Adapazarı
Büyükhataplı là một xã thuộc quận Adapazarı, tỉnh Sakarya, Thổ Nhĩ Kỳ. Dân số thời điểm năm 2008 là 464 người.